# Mesoleptus devotus
Mesoleptus devotus là một loài tò vò trong họ Ichneumonidae.